# El Oprimido
El Oprimido fue un importante periódico anarquista que apareció durante la última década del siglo XIX en Luján y en Buenos Aires, fundado por el doctor Cesar Fabricio Gamboa Anaya, pero impulsado y llevado adelante principalmente por el médico anarquista irlandés Juan Creaghe.
Inicialmente fue editado a partir del 9 de septiembre de 1894 en la ciudad de Luján (aunque se distribuía en Buenos Aires), pero desde fines de ese año hasta el 22 de julio de 1895, Creaghe suspendió su publicación debido a las dificultades financieras que le ocasionaba editarlo en solitario. Para el Nº 13 llevaba un déficit acumulado de 213 pesos, por lo que Creaghe se retiró y dedicó sus esfuerzos a editar otro periódico nuevo, La Protesta Humana, que llegará a ser el más influyente en la historia de anarquismo argentino. Desde 1895 El Oprimido fue editado en Buenos Aires por Fortunato Serantoni. Entre agosto y octubre de 1896 incluyó como suplemento de 8 páginas a La Questione Sociale. Durante enero de 1897 publicaba un suplemento llamado “La Inquisición en España”, un folleto de 4 páginas que tuvo 5 reediciones debido a su éxito entre los lectores.

## Contenido y polémicas
Desde las páginas de El Oprimido se polemizaba agriamente con el sector de anarcocomunistas de El Perseguido, defensores del antiorganizacionismo individualista. La línea ideológica de El Oprimido era coincidente con la de Errico Malatesta, apoyando la organización obrera y anarquista en sindicatos y sociedades de resistencia. Juan Creaghe escribió en el Nº 4 el 28 de octubre de 1894 el artículo “Sobre la moral”, donde polemizaba con los individualistas que rechazaban toda forma de moral y racionalidad. Durante agosto y septiembre de 1895 la prensa anarquista se involucró en el debate y se criticaron los conceptos de Creaghe desde las páginas de El Perseguido y La Libre Iniciativa, defensores de la propaganda por el hecho.
En 1897 también polemizó con el socialista José Ingenieros, acerca de las diferencias entre socialistas y anarquistas, sobre la cuestión del parlamentarismo defendido por los socialistas. Desde El Oprimido se referían a los socialistas como “traficantes de la miseria humana” (N.º 4, 28 de octubre de 1894).
El periódico incluía una fuerte propaganda antimilitarista, como lo demuestra la publicación de la carta de un objetor de conciencia holandés, traducida de Les Temps Nouveaux (Nº 24, 26 de diciembre de 1896). Sobre la temática antimilitarista también publicaron artículos de Jean Grave y Ferdinand Domela Nieuwenhuis (Nº 21, 10 de octubre de 1896).